# Ferranti Mercury
Der Mercury war ein früher kommerzieller Computer aus der Mitte der 1950er Jahre, der von Ferranti gebaut wurde. Er war das Nachfolgemodell des Ferranti Mark I und verfügte über eine Gleitkommaeinheit, die die Leistung steigerte und die Zuverlässigkeit erhöhte, indem das Speichermedium, die Williamsröhre, durch einen Kernspeicher ersetzt wurde und mehr sogenannte Solid State-Komponenten zum Einsatz kamen. Der Computer verfügte über etwa 2000 Vakuumröhren (hauptsächlich Pentoden vom Typ CV2179/A2134, EL81-Pentoden und CV2493/ECC88-Doppel-Trioden) und 2000 Germaniumdioden. Neunzehn Mercuries wurden verkauft, bevor Ferranti zu neueren Designs überging.

## Vorgänger: Mark I
Als der Mark I 1951 in Betrieb genommen wurde, war die Zuverlässigkeit noch gering. Das Hauptproblem war das Trommelspeichersystem, das immer wieder ausfiel. Außerdem verwendete die Maschine 4.200 Elektronenröhren, hauptsächlich EF50-Pentoden und Dioden, die ständig ausgetauscht werden mussten. Die Williamsröhren, die als Direktzugriffsspeicher und Register verwendet wurden, waren zwar zuverlässig, mussten aber ständig gewartet werden. Sobald das System in Betrieb ging, begannen die Teams mit der Suche nach Lösungen für diese Probleme.
Ein Team beschloss, ein viel kleineres und kostengünstigeres System zu bauen, das ausschließlich aus Transistoren bestand. Es lief erstmals im November 1953 und gilt als der erste vollständig transistorbasierte Computer. Metropolitan-Vickers baute ihn später kommerziell als Metrovick 950 und lieferte sieben Stück davon aus. Zu dieser Zeit waren Transistoren im Vergleich zu Röhren noch sehr teuer. 

## Prototyp: Meg
Ein weiteres Team, zu dem auch die Hauptentwickler des Mark I gehörten, begann mit einem Entwurf, der dem Mark I sehr ähnlich war, ersetzte aber die als Dioden verwendeten Röhren durch Halbleiterdioden. Diese waren wesentlich preiswerter als Transistoren und der Mark I verwendete eine ausreichend große Anzahl von Transistoren, sodass ihr Austausch zu einer deutlichen Vereinfachung der Schaltkreise, einer Kostensenkung und einer Verbesserung der Zuverlässigkeit führte.
Zu dieser Zeit wurden Computer fast ausschließlich in den Naturwissenschaften eingesetzt und man beschloss, eine Gleitkommazahl hinzuzufügen, um die Leistung in diesem Bereich erheblich zu verbessern. Außerdem sollte die Maschine mit 1 MHz laufen, achtmal schneller als die 125 kHz des Mark I, was zur Verwendung des Namens „Megacycle Machine“ und schließlich „Meg“ führte. 
Meg lief erstmals im Mai 1954. Durch den Einsatz von Halbleiterdioden konnte die Anzahl der Röhren um mehr als die Hälfte reduziert werden, wodurch der Leistungsbedarf von 25 kW beim Mark I auf 12 kW beim Meg sank. Wie der Mark I basierte der Meg auf einem 10-Bit-„short word“, wobei zwei zu einer 20-Bit-Adresse und vier zu einer 40-Bit-Ganzzahl kombiniert wurden. Dies war auf die physikalischen Eigenschaften der Williamsröhren zurückzuführen, die zur Herstellung von acht „B-lines“, oder in moderner Terminologie – Akkumulator/Indexregistern – notwendig wurden.
Der Meg konnte zwei ganze Zahlen in etwa 60 Mikrosekunden multiplizieren. Die Gleitkommazahl verwendete drei Wörter für eine 30-Bit-Mantisse und ein weiteres als 10-Bit-Exponent. Sie konnte zwei Fließkommazahlen in etwa 180 Mikrosekunden addieren und in etwa 360 Mikrosekunden multiplizieren.

## Kommerzielle Version: Mercury
Ferranti, die den Mark I für die Universität gebaut hatte, setzte die Entwicklung des Prototyps Meg fort, um den Mercury herzustellen. Die wichtigste Änderung bestand darin, die Williamsröhren durch Kernspeicher zu ersetzen. Obwohl der Zugriff mit etwa 10 μs für ein 10-Bit-Kurzwort langsamer war, erforderte das System praktisch keine Wartung, was für kommerzielle Nutzer wesentlich wichtiger war. Es wurden 1024 × 40 Bits Kernspeicher bereitgestellt, die von vier Trommeln mit jeweils 4096 × 40 Bits unterstützt wurden.
Der erste von insgesamt 19 Mercury-Computern wurde im August 1957 ausgeliefert. Die University of Manchester erhielt im Februar 1958 eine solche Maschine, die jedoch über den Unternehmensbereich von Ferranti während der Hälfte der Zeit an kommerzielle Nutzer vermietet wurde. Sowohl das CERN in Genf als auch das Atomic Energy Research Establishment in Harwell installierten 1958 ebenfalls solche Systeme. Ein Mercury, der 1959 verkauft wurde, war der erste Computer des britischen Met Office. Die Universität von Buenos Aires in Argentinien erhielt 1960 ein weiteres Exemplar.
Auf dem Computer konnte „Mercury-Autocode“ ausgeführt werden, ein vereinfachtes Kodierungssystem, das später als Höhere Programmiersprache bezeichnet wurde. Detaillierte Informationen sowohl über die Mercury-Hardware als auch über das Autocode-Codierungssystem sind in einem herunterladbaren Autocode-Handbuch in spanischer Sprache enthalten.
Der Mercury wog 2.500 lbs bzw. 1,13 t.